# Kloster La Boissière
Das Kloster La Boissière ist eine ehemalige Zisterzienserabtei in Frankreich.

## Lage
Die ehemalige Abtei liegt am Südrand der Gemeinde Dénezé-sous-le-Lude im Département Maine-et-Loire in der Region Pays de la Loire, rund 22 km östlich von Baugé, am Ufer des Bachs Marconne.

## Geschichte
Das 1131 gegründete Kloster gehörte der Kongregation von Savigny an. Es kam mit dieser im Jahr 1147 zum Zisterzienserorden und unterstellte sich der Filiation der Primarabtei Clairvaux. Es erhielt zahlreiche Privilegien der Grafen von Anjou. 1244 erhielt das Kloster von Jean d’Alluye ein Partikel des Heiligen Kreuzes, das dieser vom Bischof von Hierapietra auf Kreta erhalten hatte, und aus dem sich später das Lothringer Kreuz entwickelte (heute in Baugé). Im 18. Jahrhundert wurde das Kloster im Geschmack der Zeit fast vollständig umgebaut, jedoch hat sich der Westflügel (zunächst Konversenflügel, seit dem 16. Jahrhundert Wohnung der Kommendataräbte) in einem früheren Zustand erhalten. In der französischen Revolution wurde das Kloster 1790 aufgelöst. Heute ist es in Privatbesitz.

## Bauten und Anlage
Der Chor der Kirche aus dem 12. Jahrhundert hat sich erhalten (Monument historique). Er weist eine halbkreisförmige Apsis mit fünf Fenstern und einem Altar aus dem 17. Jahrhundert auf. Schiff und Kreuzgang sind 1795 zerstört worden. Von zwei rechteckigen Kapellen, die sich zum Querschiff öffneten, sind noch Spuren erhalten. Ebenfalls erhalten ist die dreijochige gotische Fremdenkapelle (Chapelle de la Vraie Croix) aus dem Jahr 1246.